# Villa Elisa (ort i Argentina)
Villa Elisa är en ort i Argentina.   Den ligger i provinsen Entre Ríos, i den östra delen av landet, 270 km norr om huvudstaden Buenos Aires. Villa Elisa ligger 57 meter över havet och antalet invånare är 9 334.
Terrängen runt Villa Elisa är mycket platt. Runt Villa Elisa är det glesbefolkat, med 20 invånare per kvadratkilometer..
Trakten runt Villa Elisa består i huvudsak av gräsmarker.